# Boavista Futebol Clube
Il Boavista Futebol Clube, noto semplicemente come Boavista (boɐ'viʃtɐ), è una società polisportiva portoghese con sede a Porto, nella freguesia di Ramalde. La sua sezione più nota, quella calcistica, dalla stagione 2025-2026 militerà nei Campeonatos Distritais, il quinto livello del campionato portoghese di calcio. Disputa le sue partite casalinghe nell'Estádio do Bessa Século XXI, capace di contenere 28.263 spettatori. Nel suo palmarès figurano un titolo portoghese, peraltro uno dei due soli vinti da una squadra non appartenente alla storica "triade" del calcio lusitano, Benfica, Porto e Sporting Lisbona. Ha vinto inoltre 5 Coppe e 3 Supercoppe di Portogallo (due ufficiali ed una non ufficiale), mentre a livello internazionale il miglior risultato è il raggiungimento della semifinale nella Coppa UEFA 2002-2003. 
Risulta essere una delle migliori squadre portoghesi nella classifica perpetua e nelle Competizioni UEFA.

## Storia
Il club viene fondato il 1º agosto 1903 a Porto; si iscrive al campionato cittadino e qui ottiene la vittoria nella prima edizione del torneo, quella del 1914. In seguito entrano in rosa anche Óscar Carvalho, Albino Luzia e Casoto, che guidano i bianconeri fino ai primi anni del campionato nazionale. Il Boavista accede a questo torneo nella seconda edizione, quella del 1935-1936, retrocedendo tuttavia al termine della stessa. Nei decenni successivi il club non riesce a rimanere nel massimo campionato per più di qualche anno consecutivo, rimanendo così al secondo livello per diversi anni e scivolando anche al terzo negli anni Sessanta.
Una certa stabilità viene raggiunta solo dal campionato 1969-1970, che può essere considerato come l'inizio di un nuovo periodo. La squadra finisce al quarto posto nella stagione 1974-1975, quando, dopo il successo sul Benfica nella finale, vince anche la prima Taça de Portugal. L'annata successiva è tuttavia anche migliore: inizia con l'esordio in Coppa delle Coppe e si conclude col secondo posto in Primeira Divisão, due soli punti dietro le Aquile di Lisbona, e con la conquista di una nuova Coppa, ottenuta questa volta sconfiggendo il Vitória Guimarães nell'ultimo atto. Dopo una fugace apparizione anche nella Coppa UEFA 1977-1978, nella quale i lusitani sono però pesantemente sconfitti dalla Lazio, arriva, nell'edizione 1978-1979, la terza Coppa nazionale: questa volta l'ultimo ostacolo è rappresentato dallo Sporting Lisbona. Negli anni Ottanta il club ottiene generalmente dei buoni piazzamenti in campionato, inoltre, pur non passando mai il secondo turno in Coppa UEFA, riesce ad eliminare l'Atlético Madrid e la Fiorentina. Il Boavista apre il decennio successivo con la conquista della quarta Coppa, nel 1992, dopo aver sconfitto il Porto, e con la vittoria della Supertaça Cândido de Oliveira 1992, ottenuta prevalendo sempre sui concittadini; questi stessi trofei vengono conquistati anche nel 1997. In campo europeo, invece, i portoghesi eliminano l'Inter campione in carica dalla Coppa UEFA 1991-1992 e qualche anno dopo la Lazio, mentre vengono sconfitti dal Torino, dal Parma, dal Napoli e dai nerazzurri di Milano.
Un nuovo secondo posto viene raggiunto al termine della Primeira Divisão 1998-1999, che è il preludio alla prima partecipazione in Champions League: la squadra riesce a qualificarsi per la fase a gruppi, dove finisce però quarta. Il Boavista entra poi nella storia vincendo il titolo nel 2001: è una delle sole cinque squadre a poter scrivere il proprio nome sull'albo d'oro. Questa volta il cammino nella massima manifestazione continentale è ben più soddisfacente: i bianconeri passano la prima fase a gironi insieme al Liverpool, ma si classificano terzi nella seconda. Arriva contemporaneamente un nuovo secondo posto in Primeira Liga, che porta ad un ottimo traguardo internazionale: infatti, pur fallendo l'accesso al tabellone principale della UEFA Champions League 2002-2003 a causa della sconfitta con l'Auxerre, i lusitani arrivano a giocare la semifinale di Coppa UEFA contro il Celtic; sono però gli scozzesi a proseguire.
Gli anni che seguono non portano altri successi al club, che anzi viene coinvolto nello scandalo denominato Fischietto d'oro: si indaga su alcuni episodi di corruzione arbitrale risalenti alla stagione 2003-2004. Nel maggio 2008 arriva così la condanna alla retrocessione, mentre un'ulteriore caduta, questa volta sul campo, avviene nel 2009: i bianconeri si ritrovano quindi in soli due anni in Segunda Divisão, la terza serie portoghese. La sentenza iniziale viene però ribaltata dal Consiglio di giustizia della Federazione portoghese il 21 febbraio 2013, pertanto, anche a seguito della decisione di allargare il campionato a 18 squadre, il Boavista si iscrive direttamente alla Primeira Liga 2014-2015.
Nel campionato 2024-2025 arriva ultimo nella Primeira Liga e retrocede in Segunda Liga. Per irregolarità finanziarie non si iscrive alla Seguna Liga e viene quindi retrocesso nei Campeonatos Distritais .

## Strutture

### Stadio

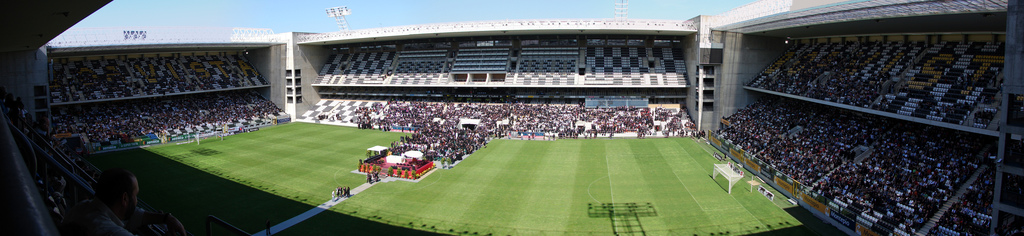
Panoramica dell'Estádio do Bessa Século XXI.

Dal 30 dicembre 2003 il club disputa le proprie gare casalinghe nell'Estádio do Bessa Século XXI, che si trova a Porto e che ha una conformazione che può ricordare quella dello Stadio Luigi Ferraris di Genova. Costruito a partire dal 1998 per ospitare tre partite del campionato d'Europa 2004 può contenere 28.263 spettatori.
Il Boavista ha giocato in precedenza in impianto omonimo situato nello stesso luogo, che era stato inaugurato nel 1911.

## Società

### Altre sezioni della polisportiva
Oltre alla sezione di calcio sono presenti anche le sezioni di pallamano, atletica leggera, biliardo, pugilato, mountain bike, ciclismo, scherma, beach soccer, calcio femminile, calcio a 5, ginnastica acrobatica, ginnastica artistica, ginnastica ritmica, jujutsu, judo, karate, kickboxing, kung fu, pagaia, taekwondo, Tiro a segno, triathlon, pallavolo.

## Allenatori e presidenti
Di seguito è riportata la lista degli allenatori che si sono succeduti alla guida del club nella sua storia.
- 1970-1971  Fernando Caiado
- 1972-1974  Aymoré Moreira
- 1974-1976  José Maria Pedroto
- 1976-1977  Mário Wilson
- 1977-1978  Fernando Caiado
- 1978-1979  Jimmy Hagan
- 1979-1980  Mário Lino
- 1980-1981  Henrique Calisto
- 1981-1982  Mário Lino
- 1982-1983  Acácio Casimiro
 Hermann Stessl (1 lug.-31 ott.)
- 1983-1984  Acácio Casimiro,  Henrique Calisto
- 1984-1986  Acácio Casimiro,  João Alves
- 1986-1987  João Alves
- 1988-1989  Raul Águas
- 1989-1990  Manuel Barbosa (1 lug.-30 set.)
 Acácio Casimiro (1 nov.-30 giu.)
- 1990-1991  Acácio Casimiro
- 1991-1996  Manuel José
- 1996-1998  Mário Reis
- 1998-2005  Jaime Pacheco
- 2005-2006  Carlos Brito
- 2006-2007  Željko Petrović (1 lug.-22 ott.)
 Jaime Pacheco (24 ott.-30 giu.)
- 2007-2008  Jaime Pacheco
- 2008-2009  Rui Bento
- 2009-2010  Madureira
- 2010-2011  Gouveia
- 2011-2012  Mário Silva,  Amândio Barreiras
- 2012-2013  Mário Silva,  Petit
- 2013-2015  Petit
- 2015-2016  Petit (1 lug.-28 nov.)
 Erwin Sánchez (1 dic.-30 giu.)
- 2016-2017  Erwin Sánchez (1 lug.-10 ott.)
 Miguel Leal (11 ott.-30 giu.)
- 2017-2018  Miguel Leal (1 lug.-13 set.)
 Jorge Simão (14 set.-30 giu.)
- 2018-2019  Jorge Simão (30 giu-26 gen.)
 Lito Vidigal (27 gen.-30 giu.)
- 2019-2020  Lito Vidigal (1 lug.-17 dic.)
 Daniel Ramos (18 dic.-30 giu.)
- 2020-2021  Daniel Ramos (1 lug.-26 lug.)
 Vasco Seabra (3 ago.-8 dic.)
 Daniel Gonçalves (9 dic.-13 dic.)
 Jesualdo Ferreira (14 dic.-30 dic.)
- 2021-2022  João Pedro Sousa (1 lug.-30 nov.)
 Petit (30 nov.-30 giu.)
- 2022-2023  Petit
- 2023-2024  Petit (1 lug.-12 dic.)
 Jorge Couto (15 dic.-28 dic.)
 Ricardo Paiva (29 dic.-16 apr.)
 Jorge Simão (16 apr.-30 giu.)
- 2024-2025  Cristiano Bacci (30 giu.-8 feb.)
 Lito Vidigal (8 feb.-6 apr.)
 Jorge Couto (7 apr.-)

## Calciatori

### Capocannonieri del campionato
- 1991-1992  Ricky (30 reti)

Calciatore portoghese dell'anno
- 1991  Petit

## Palmarès

### Competizioni nazionali
- Campionato portoghese: 1

2000-2001
- Coppa del Portogallo: 5

1974-1975, 1975-1976, 1978-1979, 1991-1992, 1996-1997
- Supercoppa di Portogallo: 2

1992, 1997
- Segunda Divisão: 2

1936-1937, 1949-1950

### Altri piazzamenti
- Campionato portoghese:

Secondo posto: 1975-1976, 1998-1999, 2001-2002
Terzo posto: 1988-1989, 1991-1992
- Coppa del Portogallo:

Finalista: 1992-1993
Semifinalista: 1953-1954, 1990-1991, 2000-2001, 2004-2005
- Coppa di Lega portoghese:

Semifinalista: 2021-2022
- Supercoppa di Portogallo:

Finalista: 2001
- Coppa UEFA:

Semifinalista: 2002-2003

## Statistiche e record

### Partecipazione ai campionati e ai tornei internazionali

#### Campionati nazionali
Dalla stagione 1934-1935 alla 2023-2024 il club ha ottenuto le seguenti partecipazioni ai campionati nazionali:
| Livello | Categoria                          | Partecipazioni | Debutto   | Ultima stagione | Totale |
| ------- | ---------------------------------- | -------------- | --------- | --------------- | ------ |
| 1º      | Primeira Divisão / Primeira Liga   | 59             | 1935-1936 | 2023-2024       | 61     |
| 2º      | Segunda Liga/Segunda Divisão       | 21             | 1934-1935 | 2008-2009       | 21     |
| 3º      | Terceira Divisão / Segunda Divisão | 7              | 1966-1967 | 2013-2014       | 7      |

#### Tornei internazionali
Alla stagione 2019-2020 il club ha ottenuto le seguenti partecipazioni ai tornei internazionali:
| Categoria                                | Partecipazioni | Debutto   | Ultima stagione |
| ---------------------------------------- | -------------- | --------- | --------------- |
| Coppa dei Campioni/UEFA Champions League | 3              | 1999-2000 | 2002-2003       |
| Coppa delle Coppe                        | 5              | 1977-1978 | 1997-1998       |
| Coppa UEFA/UEFA Europa League            | 12             | 1978-1979 | 2002-2003       |

### Statistiche individuali
I giocatori con più presenze nelle competizioni europee sono Erwin Sánchez e Ricardo a quota 35, mentre il miglior marcatore è Elpídio Silva con 11 gol.

### Statistiche di squadra
A livello internazionale la miglior vittoria è per 8-0, ottenuta contro lo Sliema Wanderers nel primo turno della Coppa delle Coppe 1979-1980, mentre la peggior sconfitta è il 5-0 subito contro la Lazio nel primo turno della Coppa UEFA 1977-1978.

## Organico

### Rosa 2024-2025
Aggiornata al 12 maggio 2025.
| N. |                        | Ruolo | Calciatore       |
| -- | ---------------------- | ----- | ---------------- |
| 1  | Brasile (bandiera)     | P     | César            |
| 2  | Guinea (bandiera)      | C     | Ibrahima Camará  |
| 3  | Francia (bandiera)     | D     | Layvin Kurzawa   |
| 5  | Russia (bandiera)      | D     | Vitali Lystsov   |
| 7  | Portogallo (bandiera)  | C     | Salvador Agra    |
| 8  | Paesi Bassi (bandiera) | C     | Marco van Ginkel |
| 9  | Slovacchia (bandiera)  | A     | Róbert Boženík   |
| 10 | Portogallo (bandiera)  | C     | Miguel Reisinho  |
| 11 | Stati Uniti (bandiera) | A     | Gboly Ariyibi    |
| 12 | Brasile (bandiera)     | P     | Luís Pires       |
| 13 | Camerun (bandiera)     | D     | Sidoine Fogning  |
| 14 | Senegal (bandiera)     | A     | Moussa Koné      |
| 15 | Portogallo (bandiera)  | D     | Pedro Gomes      |
| 16 | Portogallo (bandiera)  | C     | Joel Silva       |
| 17 | Portogallo (bandiera)  | A     | Manuel Namora    |
| 18 | Montenegro (bandiera)  | C     | Ilija Vukotić    |
| 19 | Canada (bandiera)      | D     | Steven Vitória   |

| N. |                            | Ruolo | Calciatore      |
| -- | -------------------------- | ----- | --------------- |
| 20 | Portogallo (bandiera)      | D     | Filipe Ferreira |
| 21 | Mali (bandiera)            | A     | Abdoulay Diaby  |
| 23 | Portogallo (bandiera)      | A     | Tiago Machado   |
| 24 | Colombia (bandiera)        | C     | Sebastián Pérez |
| 25 | Guinea-Bissau (bandiera)   | D     | Augusto Dabó    |
| 26 | Uruguay (bandiera)         | D     | Rodrigo Abascal |
| 27 | Sierra Leone (bandiera)    | D     | Osman Kakay     |
| 31 | Rep. Ceca (bandiera)       | P     | Tomáš Vaclík    |
| 35 | Portogallo (bandiera)      | D     | Gonçalo Miguel  |
| 71 | Portogallo (bandiera)      | A     | João Barros     |
| 73 | Portogallo (bandiera)      | D     | Alex Marques    |
| 74 | Rep. Dominicana (bandiera) | A     | Diego Llorente  |
| 75 | Portogallo (bandiera)      | D     | Tomás Silva     |
| 76 | Portogallo (bandiera)      | P     | Tomé Sousa      |
| 82 | Portogallo (bandiera)      | A     | Fábio Sambú     |
| 88 | Portogallo (bandiera)      | C     | Marco Ribeiro   |
| 99 | Portogallo (bandiera)      | P     | João Gonçalves  |

### Rosa 2022-2023
Aggiornata al 10 maggio 2023.
| N. |                        | Ruolo | Calciatore      |
| -- | ---------------------- | ----- | --------------- |
| 1  | Brasile (bandiera)     | P     | Rafael Bracalli |
| 2  | Stati Uniti (bandiera) | D     | Reggie Cannon   |
| 4  | Brasile (bandiera)     | D     | Robson Reis     |
| 6  | Guinea (bandiera)      | C     | Ibrahima        |
| 7  | Curaçao (bandiera)     | C     | Kenji Gorré     |
| 8  | Portogallo (bandiera)  | C     | Bruno Lourenço  |
| 9  | Slovacchia (bandiera)  | A     | Róbert Boženík  |
| 10 | Portogallo (bandiera)  | C     | Miguel Reisinho |
| 11 | Gambia (bandiera)      | A     | Yusupha Njie    |
| 12 | Brasile (bandiera)     | P     | César           |
| 13 | Giappone (bandiera)    | C     | Masa            |
| 16 | Portogallo (bandiera)  | C     | Joel Silva      |
| 18 | Montenegro (bandiera)  | C     | Ilija Vukotić   |
| 19 | Portogallo (bandiera)  | D     | Ricardo Mangas  |

| N. |                           | Ruolo | Calciatore              |
| -- | ------------------------- | ----- | ----------------------- |
| 20 | Portogallo (bandiera)     | D     | Filipe Ferreira         |
| 21 | Portogallo (bandiera)     | C     | Salvador Agra           |
| 23 | Francia (bandiera)        | D     | Vincent Sasso           |
| 24 | Colombia (bandiera)       | C     | Sebastián Pérez         |
| 26 | Uruguay (bandiera)        | D     | Rodrigo Abascal         |
| 42 | Rep. del Congo (bandiera) | C     | Gaïus Makouta           |
| 55 | Portogallo (bandiera)     | D     | Augusto Dabó            |
| 59 | Portogallo (bandiera)     | A     | Martim Tavares          |
| 70 | Nigeria (bandiera)        | D     | Sopuruchukwu Onyemaechi |
| 77 | Portogallo (bandiera)     | C     | Luís Santos             |
| 79 | Portogallo (bandiera)     | C     | Pedro Malheiro          |
| 80 | Portogallo (bandiera)     | C     | Berna                   |
| 97 | Venezuela (bandiera)      | A     | Adalberto Peñaranda     |
| 99 | Portogallo (bandiera)     | P     | João Gonçalves          |

### Rosa 2021-2022
Aggiornata al 24 dicembre 2021.
| N. |                        | Ruolo | Calciatore      |
| -- | ---------------------- | ----- | --------------- |
| 1  | Brasile (bandiera)     | P     | Rafael Bracalli |
| 2  | Stati Uniti (bandiera) | D     | Reggie Cannon   |
| 7  | Curaçao (bandiera)     | C     | Kenji Gorré     |
| 9  | Croazia (bandiera)     | A     | Petar Musa      |
| 10 | Portogallo (bandiera)  | C     | Miguel Reisinho |
| 11 | Gambia (bandiera)      | A     | Yusupha Njie    |
| 13 | Portogallo (bandiera)  | D     | Guito           |
| 14 | Portogallo (bandiera)  | C     | Tomás Reymão    |
| 18 | Montenegro (bandiera)  | C     | Ilija Vukotić   |
| 20 | Portogallo (bandiera)  | D     | Filipe Ferreira |
| 21 | Ecuador (bandiera)     | D     | Jackson Porozo  |
| 22 | Brasile (bandiera)     | D     | Nathan          |
| 24 | Colombia (bandiera)    | C     | Sebastián Pérez |

| N. |                           | Ruolo | Calciatore          |
| -- | ------------------------- | ----- | ------------------- |
| 25 | Francia (bandiera)        | D     | Yanis Hamache       |
| 26 | Uruguay (bandiera)        | D     | Rodrigo Abascal     |
| 27 | Venezuela (bandiera)      | A     | Jeriel De Santis    |
| 36 | Camerun (bandiera)        | C     | Paul-Georges Ntep   |
| 42 | Rep. del Congo (bandiera) | C     | Gaïus Makouta       |
| 73 | Portogallo (bandiera)     | A     | Tiago Morais        |
| 77 | Portogallo (bandiera)     | C     | Luís Santos         |
| 79 | Portogallo (bandiera)     | C     | Pedro Malheiro      |
| 87 | Portogallo (bandiera)     | C     | Fran Pereira        |
| 90 | Iran (bandiera)           | P     | Alireza Beiranvand  |
| 99 | Portogallo (bandiera)     | P     | João Gonçalves      |
|    | Portogallo (bandiera)     | D     | Ricardo Mangas      |
|    | Venezuela (bandiera)      | A     | Adalberto Peñaranda |

### Rosa 2020-2021
Aggiornata all'11 marzo 2021.
| N. |                        | Ruolo | Calciatore       |
| -- | ---------------------- | ----- | ---------------- |
| 1  | Brasile (bandiera)     | P     | Rafael Bracalli  |
| 2  | Stati Uniti (bandiera) | D     | Reggie Cannon    |
| 4  | Messico (bandiera)     | D     | Alejandro Gómez  |
| 5  | Nigeria (bandiera)     | D     | Chidozie Awaziem |
| 6  | Spagna (bandiera)      | C     | Javi García      |
| 7  | Portogallo (bandiera)  | C     | Nuno Santos      |
| 8  | Brasile (bandiera)     | C     | Gustavo Sauer    |
| 9  | Honduras (bandiera)    | A     | Jorge Benguché   |
| 10 | Inghilterra (bandiera) | C     | Angel Gomes      |
| 11 | Gambia (bandiera)      | A     | Yusupha Njie     |
| 16 | Portogallo (bandiera)  | C     | Miguel Reisinho  |
| 20 | Brasile (bandiera)     | P     | Léo Jardim       |
| 21 | Ecuador (bandiera)     | D     | Jackson Porozo   |

| N. |                       | Ruolo | Calciatore       |
| -- | --------------------- | ----- | ---------------- |
| 22 | Brasile (bandiera)    | D     | Nathan           |
| 23 | Angola (bandiera)     | C     | Show             |
| 24 | Colombia (bandiera)   | C     | Sebastián Pérez  |
| 25 | Francia (bandiera)    | D     | Yanis Hamache    |
| 27 | Venezuela (bandiera)  | A     | Jeriel De Santis |
| 30 | Brasile (bandiera)    | C     | Paulinho         |
| 42 | Colombia (bandiera)   | D     | Cristian Castro  |
| 44 | Nigeria (bandiera)    | A     | Kuku Fidelis     |
| 73 | Portogallo (bandiera) | A     | Tiago Morais     |
| 87 | Portogallo (bandiera) | C     | Fran Pereira     |
| 94 | Brasile (bandiera)    | P     | Matheus Kayser   |
| 99 | Portogallo (bandiera) | P     | João Gonçalves   |